# اریک گربی
اریک گربی (انگلیسی: Erik Gerbi؛ زادهٔ ۱۱ ژوئن ۲۰۰۰) بازیکن فوتبال اهل ایتالیا است.
از باشگاه‌هایی که در آن بازی کرده‌است می‌توان به باشگاه فوتبال یوونتوس، بخش جوانان باشگاه فوتبال یوونتوس، باشگاه فوتبال سمپدوریا، و باشگاه فوتبال پرو ورچلی اشاره کرد.